# Gare de Bir Aïssa Ayada
La gare de Bir Aïssa Ayada, ou gare de Aïn Tesra, est une gare ferroviaire algérienne située sur le territoire de la commune d'Aïn Tesra, dans la wilaya de Bordj Bou Arreridj.

## Situation ferroviaire
Établie à une altitude de 1 036 m, la gare est située au point kilométrique (PK) 263,222 de la ligne d'Alger à Skikda, où elle est précédée de la gare d'El Guemmour et suivie de celle de Ras El Oued.
| \| Bir Aïssa Ayada Bordj Bou Arreridj Ouled Sidi Brahim Ras El Oued \| Localisation de la gare de Bir Aïssa Ayada dans la wilaya de Bordj Bou Arreridj. |
| Bir Aïssa Ayada Bordj Bou Arreridj Ouled Sidi Brahim Ras El Oued                                                                                        |

## Histoire
Lors de la colonisation, la gare portait le nom de gare de Labardinais-Lavoisiet,.
La gare est mise en service en 1882 lors de l'ouverture de la section d'El Achir à Sétif de la d'Alger à Constantine,.

## Service des voyageurs

### Desserte
La gare de Bir Aïssa Ayada est desservie par les trains régionaux de la liaison Alger  - Sétif.